# Rivière Nemio
La rivière Nemio est un affluent de la rive sud du réservoir Gouin, coulant dans La Tuque, dans la région administrative de la Mauricie, au Québec, au Canada.
La rivière Nemio coule successivement dans les cantons de Tassé, Huguenin, de Sulte, de Chapman, de Myrand et de Lemay, sur la rive sud du réservoir Gouin. La foresterie constitue la principale activité économique de cette vallée ; les activités récréotouristiques, en second.
La route 404, reliant le village de Clova à la Baie Sud du lac Bureau dessert la partie supérieure de la rivière Nemio ; cette route relie au sud-est la route 400 laquelle passe au barrage Gouin. Quelques routes forestières secondaires sont en usage à proximité pour la foresterie et les
activités récréotouristiques.
La surface de la rivière Nemio est habituellement gelée de la mi-novembre à la fin avril, toutefois la circulation sécuritaire sur la glace se fait généralement du début décembre à la fin de mars.

## Géographie
Les bassins versants voisins de la rivière Nemio sont :
- côté nord : lac du Mâle, lac Toussaint, lac Marmette, lac McSweeney, rivière Toussaint ;
- côté est : lac Lepage, lac Chapman, baie Bouzanquet, baie Marmette Sud, lac Brochu, rivière de la Galette ;
- côté sud : lac Sulte, rivière Oskélanéo, rivière Bazin, rivière Douville, rivière Gosselin ;
- côté ouest : lac Bureau (baie Nord, baie de l'est et baie du Sud), lac Tessier, baie Saraana, rivière Flapjack.

La rivière Nemio prend naissance à l’embouchure du lac Dugré (longueur : 9,1 km en forme de croissant ; altitude : 443 m). L’embouchure de ce lac de tête est située à :
- 55,9 km au sud-est du centre du village de Obedjiwan (situé sur une presqu’île de la rive nord du réservoir Gouin) ;
- 40,4 km au sud-est de l’embouchure de la rivière Nemio (confluence avec le lac Bureau) ;
- 56,2 km sud-ouest du barrage Gouin à l’embouchure du réservoir Gouin (confluence avec la rivière Saint-Maurice) ;
- 81,3 km à l'ouest du centre du village de Wemotaci qui est situé le long de la rivière Saint-Maurice ;
- 170 km au nord-ouest du centre-ville de La Tuque[2].

À partir de l’embouchure du lac de tête, le cours de la rivière Nemio coule sur 60,2 km selon les segments suivants :
Partie supérieure de la rivière Nemio (segment de 43,2 km)
- 2,9 km vers le nord, puis vers le sud-est, jusqu’à la rive nord du lac Lajoie ;
- 3,4 km vers l'est en contournant une presqu’île par le sud en traversant le lac Lajoie (longueur : 5,4 km ; altitude : 428 m) ;
- 10,8 km vers le nord-ouest en zone de marais en traversant sur 7,6 km le lac Francoeur (longueur : 9,7 km ; altitude : 428 m), jusqu’à son embouchure ;
- 6,2 km d’abord vers l'est en formant un crochet vers le nord, puis en traversant le lac Huguenin (longueur : 3,8 km ; altitude : 426 m) sur sa pleine longueur, jusqu’à son embouchure ;
- 5,9 km vers le nord, jusqu’à la pointe sud du lac Nemio ;
- 14,0 km vers le nord-ouest en traversant le lac Nemio (altitude : 405 m) sur sa pleine longueur ;

Partie inférieure de la rivière Nemio (segment de 17 km)
- 6,7 km vers le nord, puis en contournant une montagne (altitude du sommet : 473 m) par le côté est, jusqu’à traverser la partie sud d’un lac non identifié, jusqu’à son embouchure ;
- 3,9 km vers l'ouest, jusqu’à la décharge (venant du sud-ouest) d’un lac non-identifié ;
- 4,6 km vers le nord jusqu’à la confluence d’un ruisseau (venant du nord-est) ;
- 1,8 km vers le nord-ouest en contournant une île d’une longueur de 1,8 km qui barre l'embouchure de la rivière[3].

L’embouchure de la rivière Nemio est localisée à :
- 69,4 km à l'ouest du barrage Gouin ;
- 18,4 km au sud du centre du village de Obedjiwan lequel est situé sur une presqu’île de la rive nord du réservoir Gouin ;
- 112,5 km au nord-ouest du centre du village de Wemotaci (rive nord de la rivière Saint-Maurice) ;
- 204 km au nord-ouest du centre-ville de La Tuque ;
- 303 km au nord-ouest de l’embouchure de la rivière Saint-Maurice (confluence avec le fleuve Saint-Laurent à Trois-Rivières)[2].

Dans sa partie inférieure, la rivière Nemio traverse la baie Nemio. L’embouchure de la rivière Nemio conflue avec la baie Nord du lac Bureau. De là, le courant coule sur 100,8 km jusqu’au barrage Gouin, selon les segments suivants :
- 8,0 km vers le nord, jusqu’à l’embouchure du lac Bureau ;
- 24,0 km vers le nord en passant au sud du village de Obedjiwan, puis vers le sud-est, en traversant le lac Marmette ;
- 18,0 km vers le sud en traversant une grande baie ;
- 14,3 km vers le nord-est, en contournant une grande île et en traversant le lac Nevers, puis le lac Brochu jusqu’à la pointe Nord d’une grande presqu’île ;
- 24,1 km vers le sud-est en traversant le bras Sud-Est du lac Brochu, jusqu’à la décharge de la baie Jean-Pierre ;
- 12,4 km vers l'est en traversant la baie Kikendatch, jusqu’au barrage Gouin.

À partir de ce barrage, le courant emprunte la rivière Saint-Maurice jusqu’à Trois-Rivières.

## Toponymie
Le toponyme rivière Nemio a été officialisé le 5 décembre 1968 à la Commission de toponymie du Québec, soit à sa création.